# Casey Jones (canção)
"Casey Jones" é uma música da banda americana de rock Grateful Dead. A música foi composta por Jerry Garcia, com a letra de Robert Hunter. Hunter declarou em uma entrevista de 2015 à Rolling Stone que "Casey Jones" não começou como uma música, mas que de repente veio à mente: "dirigindo aquele trem cheio de cocaína, Casey Jones, é melhor você observar a sua velocidade". Ele apenas escreveu isso e continuou, percebendo logo depois que poderia se tornar uma boa canção. A música apareceu pela primeira vez no álbum Workingman's Dead, de 1970. Posteriormente, foi incluído em vários de seus álbuns ao vivo.
A Grateful Dead tocava "Casey Jones" regularmente nos shows de junho de 1969 a outubro de 1974. Depois disso, eles continuaram tocando ao vivo, mas com menos frequência. No total, eles tocaram a música em concerto mais de 300 vezes.

## Música
"Casey Jones" é sobre um maquinista que está à beira de um acidente de trem devido a seu trem andar muito rápido, um homem que dorme no interruptor e outro trem estar no mesmo trilho e indo em sua direção. Jones é descrito como "viciado em cocaína" — a música até faz um duplo sentido de aconselhar Jones a "observar sua velocidade". Foi inspirado na história de um maquinista de verdade chamado Casey Jones. As façanhas do maquinista também foram cantadas em uma música tradicional anterior chamada "The Ballad of Casey Jones", que a Grateful Dead tocou ao vivo várias vezes.

## Recepção
"Casey Jones" teve uma cobertura significativa de estações de rádio de rock progressivo, album-oriented rock e rock clássico ao longo dos anos, sendo uma das músicas da Grateful Dead que é mais reconhecível por não-Deadheads.
A música foi lançada como uma faixa para o jogo Rock Band em 4 de março de 2008.

## Outras versões
- "Casey Jones" é cantada por Warren Zevon e David Lindley em Deadicated: A Tribute to the Grateful Dead, um álbum de 1991 de vários artistas.
- A música está incluída em Pickin' on the Grateful Dead: A Tribute, um álbum bluegrass de músicas da Grateful Dead.
- Outra versão em bluegrass da música aparece no álbum de 2008 Rex (Live at the Fillmore) de Keller Williams, Keith Moseley e Jeff Austin.[5]
- Uma versão de The Wailing Souls está incluída no Volume 1 do álbum de homenagem ao reggae Fire on the Mountain, da Grateful Dead.